# Говоров Михайло Прокопович
Михайло Прокопович Говоров (нар. 8 листопада 1913, Тифліс, Російська імперія (нині Тбілісі, Грузія) — пом. 20 січня 1967, Тернопіль, Українська РСР, СРСР) — учасник німецько-радянської війни, командир 533-го винищувального протитанкового артилерійського полку 61-ї армії 1-го Білоруського фронту, майор. Герой Радянського Союзу.

## Біографія
Народився 26 жовтня (8 листопада за новим стилем) 1913 року в Тифлісі. Закінчив вісім класів. Працював слюсарем-інструментальником на заводі «Ростсельмаш».
У Червоній Армії з 1935 року. У 1939 році закінчив курси молодших лейтенантів. Учасник німецько-радянської війни з 1941 року. У січні 1943 року закінчив артилерійські курси удосконалення командирського складу. Член ВКП (б) / КПРС з 1943 року.
Звільняв місто Кобрин 20 липня 1944 року в ході Люблін-Брестської операції.
Командир 533-го винищувального протитанкового артилерійського полку майор Михайло Говоров відзначився при прориві оборони противника з Магнушевського плацдарму на річці Вісла на північний схід від м. Варка у Польщі. 14 січня 1945 року батареї полку зруйнували 14 дзотів, знищили два спостережні пункти і 10 кулеметних точок ворога, чим забезпечили стрілецькою підрозділам форсування річки Пилиця і захоплення першої та другої ворожої траншей. Уміло організувавши вогонь і маневр батарей при відображенні танкової контратаки 31 січня на околиці населеного пункту Регентін (нині Реденцін, за 10 км на північний схід від м Добегнев, Польща), полк знищив 6 танків і 5 штурмових гармат.
У 1946 році Михайло Говоров закінчив вищу офіцерську школу в Ленінграді. З 1959 року полковник Говоров перебував у запасі.
Проживав в Тернополі.
Помер 20 січня 1967 року.

## Нагороди
- Звання Героя Радянського Союзу присвоєно 27 лютого 1945 року (медаль № 5682)[2] .
- Нагороджений орденом Леніна, двома орденами Червоного Прапора, орденами Олександра Невського і Вітчизняної війни 2 ступеня, двома орденами Червоної Зірки, а також медалями.